# Леонардо Даниел
Леонардо Даниел Лопес де Родас Гарсия (на испански: Leonardo Daniel López de Rodas García), по-известен като Леонардо Даниел (на испански: Leonardo Daniel), е мексикански актьор и режисьор.

## Биография
Леонардо Даниел е роден на 26 юли 1954 г. в град Мексико в семейството на актьора и режисьор от испански произход Лоренсо де Родас и журналистката и актриса Мария Идалия. Леонардо учи актьорско майсторство в Театралната академия „Андрес Солер“, когато неин директор е мексиканският актьор Луис Химено. Състуденти на Леонардо са бъдещите актьори Даниела Ромо и Хосе Елиас Морено-младши.
През 1975 г. Леонардо научава, че известният продуцент Валентин Пимстейн търси нови млади таланти, които да включи в своите теленовели. Леонардо се явява на прослушване и Пимстейн е толкова впечатлен, че веднага му дава работа да играе поддържаща роля в успешната теленовела Светът на играчките, с участието на Грасиела Маури, Рикардо Блуме и Ирма Лосано. Това е първата роля на Леонардо като актьор.
През 80-те години той продължава да си сътрудничи активно с Пимстейн в теленовели като Богатите също плачат (1979 – 1980), режисирана от Рафаел Банкелс, с участието на Вероника Кастро и Рохелио Гера; Домът, който откраднах (1981), режисирана от Маноло Гарсия и Димитриос Сарас, където споделя сцени с Анхелика Мария, Хуан Ферара и Анхелика Арагон; Чиспита (1982), режисирана от Ектор Ортега и Педро Дамян, с участието на Анхелика Арагон и Енрике Лисалде; Звяра (1983), партнирайки си с Виктория Руфо, Гилермо Капетийо и Росио Банкелс; Принцеса (1984), последните две са режисирани от Педро Дамян, с участието на Иран Еори, Анхелика Арагон и Алма Муриел; и Дивата Роза (1987), режисирана от Беатрис Шеридан, с участието на Вероника Кастро, Гилермо Капетийо, Лаура Сапата и Лиляна Абуд. През същия период участва и в няколко други като Не опитах да живея (1977), Младост (1980), Да, моя любов (1985), където играе първата си главна роля, партнирайки си с Едит Гонсалес, Хуана Ирис (1986) и Колко боли да мълчиш (1987). През 1988 г. по време на записите на теленовелата Оковани, продуцирана от Ернесто Алонсо, се появяват слухове за романтична връзка между Леонардо Даниел и актрисата Хулиета Росен.
След известно време, в което е далеч от теленовелите, се завръща със специално участие в С лице към Слънцето (1992), продуцирана от Карла Естрада и режисирана от Моника Мигел и Мигел Корсега, играейки младата версия на героя Адриан Бермудес. Взема участие в теленовелата Мария Хосе, продуцирана от Хуан Осорио и режисирана от Беатрис Шеридан, Антулио Хименес Понс и Хуан Карлос Муньос. През 1996 г. участва в историческата теленовела Запален факел, а през следващата година – в Плантация на страсти, продуцирана от Кристиан Бах и Умберто Сурита и режисирана от Клаудио Рейес Рубио, Бенхамин Кан и Анхелика Арагон, за която печели награда за най-добър актьор в поддържаща роля на Наградите TVyNovelas. Последната теленовела на компания Телевиса, в която участва, е Тайната на Алехандра от 1998 г., когато започва работа в конкурентната ТВ Ацтека. От 1999 г. работи в ТВ Ацтека, Телевиса, Телемундо и Веневисион.
През 2004 г. е режисьорският дебют на Леонардо Даниел в теленовелата Невинната ти, продуцирана от Натали Лартио, с участието на Камила Соди, Валентино Ланус, Елена Рохо, Лупита Ферер и Салвадор Пинеда, на която е втори режисьор. През следващата година режисира теленовелата Любовта няма цена, продуцирана от Рикардо Шварц, с участието на Сусана Гонсалес и Виктор Нориега. През 2007 г. режисира първата част на теленовелата Под юздите на любовта, продуцирана от Игнасио Сада Мадеро, с участието на Адриана Фонсека и Габриел Сото.
През 2019 г. се завръща за постоянно в Телевиса, като участва в теленовелата Свърталище на вълци, адаптация на едноименната теленовела от 1986 г., която е част от антологията Фабрика за мечти, където споделя сцени с испанската актриса Пас Вега.
През 1995 г. Леонардо Даниел се жени за Лилан Дейвис, която е дъщеря на мексиканския актьор Рафаел Инклан.